# Leonisa
Leonisa es una empresa global nacida en Colombia que se especializa en la fabricación y comercialización de ropa interior femenina, prendas modeladoras, trajes de baño y ropa interior masculina. El nombre de Leonisa proviene de Lencerías Nacionales de textiles S.A.

## Historia
En 1950 aprovechando el auge cafetero que se vivía en el Viejo Caldas, la familia Urrea Urrea proveninte de Guatapé, se trasladó a la ciudad de Armenia y los hermanos Luis Enrique, Marco Aurelio, Joaquín Eduardo y Julio Ernesto Urrea Urrea, abrieron su primer almacén llamado "El Volga". En los primeros años el éxito de este fue notable, pero la situación en la región comenzó a deteriorarse, lo que llevó a los hermanos a regresar a Antioquia. Leonisa se estableció el 20 de noviembre de 1956 en Medellín continuando con la producción de camisas, combinaciones y enaguas con una fileteadora y una máquina plana que compraron. Centraron su interés en una empresa especializada en prendas íntimas para mujeres y después de establecer la primera planta de fabricación, crearon el "sujetador Diamond Point", producto que los posicionó como pioneros de la ropa íntima para mujeres en América del Sur.
El canal de ventas al por menor fue creado en 1956 y consta de almacenes, tiendas libres de impuestos, tiendas outlet, hipermercados, grandes almacenes y tiendas especializadas. Al día de hoy, hay tiendas al por menor en los Estados Unidos, España, Chile, Colombia, Costa Rica, Ecuador, Guatemala, México, Panamá, Perú, Portugal y Puerto Rico.
En 1965, Leonisa construyó una planta de manufactura en Costa Rica para satisfacer las demandas de los mercados de América Central. En 1989, Leonisa entró en el mercado europeo primero en España y luego se extendió al Reino Unido, Alemania, Francia e Italia.
En 1993, Leonisa lanzó el sujetador "Magic Up" usando la tecnología de punta. El mismo año, se creó un canal de ventas por catálogo para vender prendas Leonisa directamente a los clientes sobre una base mensual. Hoy en día, el canal de ventas por catálogo se encuentra en los Estados Unidos, Canadá, México, España, Colombia, Perú, Costa Rica, Ecuador, Chile, Guatemala y Puerto Rico. A través de su categoría trajes de baño, Leonisa ha patrocinado el concurso nacional de belleza en Colombia desde el año 2007. Además, Leonisa ha patrocinado Miss Panamá en 2009 y 2010. Cada año Leonisa desarrolla campañas únicas de trajes de baño centradas en la Señorita Colombia.
En junio de 2009, Leonisa presentó su tienda en línea enfocada inicialmente para los mercados de Estados Unidos y Canadá. En la actualidad, la tienda Web tiene presencia en más de 12 países y vende a más de 120 países.

## Productos

### Ropa íntima para mujer
Desde su fundación, Leonisa se ha centrado en prendas íntimas para mujer y actualmente cuenta con líneas de productos para fajas, sujetadores y bragas. Dentro de cada categoría de prendas íntimas para mujeres existen diferentes colecciones que ofrecen beneficios para satisfacer necesidades específicas, como el posparto y prendas modeladoras post-quirúrgica, ropa deportiva, etc.
En 2009, Leonisa introdujo una marca que se dirige a niñas y mujeres entre las edades de 14 y 25, que ofrece diseños versátiles y colores que se diferencian de la colección de adultos.
En 2012, la compañía lanzó una nueva línea de fajas de tela inteligente y prendas de compresión postquirúrgicos.

### Trajes de baño
Lanzada en la década de los 90, la línea de trajes de baño ofrece diferentes opciones y beneficios para cada tipo de consumidor: traje de baño básico, de una sola pieza, trajes de baño de control y de adelgazamiento y encubrimientos, etc.

### Ropa interior para hombres
Leonisa lanzó su primera colección de ropa interior masculina en 1975 bajo la marca Airell. En la década de 1980, la línea para hombres fue renombrada como LEO.

## Campañas
Desde el año 2005, Leonisa se ha asociado con empresas líderes de salud en una campaña contra el cáncer de mama, que busca sensibilizar a las mujeres sobre la importancia de la detección precoz.
Como parte de esta campaña, se han desarrollado brigadas educativas en escuelas, universidades, centros comerciales, etc. Se han realizado 6 foros, cada octubre durante los últimos 6 años, dirigidos a los médicos de la comunidad y a la atención primaria. Leonisa desarrolló una aplicación "Leonisa cuida de ti" para recordar a las mujeres del momento adecuado para hacer el autoexamen de mama.
Acéptate y vive, la belleza está en lo distinto:
Leonisa una vez más muestra su compromiso y preocupación por sus clientes, es por eso que ha decidido lanzar la campaña Acéptate y vive, la belleza está en lo distinto, la cual busca concientizar e informar a mujeres jóvenes entre un promedio de 16 a 35 años, sobre los daños físicos y psicológicos que causan estos trastornos, siendo los más comunes la anorexia y la bulimia. 
Para eso Leonisa está promoviendo, a través de diferentes plataformas digitales, el cuidado que deben tener las mujeres para que lucir un cuerpo saludable y tener un cuidado correcto de su salud.
Es por eso que Leonisa buscará hacer notar su compromiso con respecto a este problema a través del listón de color verde agua, que aparecerá en sus diferentes plataformas web y en todos sus productos, con la intención de que las mujeres vean el compromiso que tiene Leonisa de cuidar de ellas y para que tengan conciencia de que estas enfermedades pueden acabar con sus vidas.

## Premios y Publicaciones
A lo largo de su historia, Leonisa ha sido galardonado con varios premios distinguidos como un reconocimiento por las medidas adoptadas en los negocios, el compromiso social y la fabricación.

### Premios
2001 - Lyon Mode City, Mejor nuevo diseño
2006 - Escudo de Antioquia, Categoría Oro
2007 - Cromos Moda Premios - Mejor Pista Marca
2010 - Colombia Premio de España - Mejor Empresa del Año

### Pulse
2010 - Día Mundial del Agua Revista - Celebridades Excitar el mercado Fajas
2012 - los médicos TV Show - Leonisa Fajas
2014 - Sports Illustrated - modelos Nina Agdal los últimos estilos de trajes de baño de Leonisa

## Modelos
Algunas supermodelos que han trabajado con Leonisa:
| Top Model       | Nacionalidad |
| --------------- | ------------ |
| Isabeli Fontana | Brasil       |
| Natasha Barnard | Sudáfrica    |
| Nina Agdal      | Dinamarca    |
| Tamara Lazic    | Serbia       |
| Leticia Zuloaga | España       |
| Lauren Mellor   | Sudáfrica    |
| Sylvia Geersen  | Holanda      |